# Кайбикьой
Кайбикьой (на гръцки: Χαμηλό) e село в Гърция, дем Марония-Шапчи, Гюмюрджинско в Беломорска Тракия.

## История
След 1913 г. в Кайбикьой са били настанени 30 български семейства от изгореното село Калайджидере и други около 30 семейства малоазийски българи.
Българското население на селото се изселва през 1924 година

## Личности
Родени в Кайбикьой
- Димитър Шишманов (1919 – 2002), български журналист